# وظیفه‌شناسی

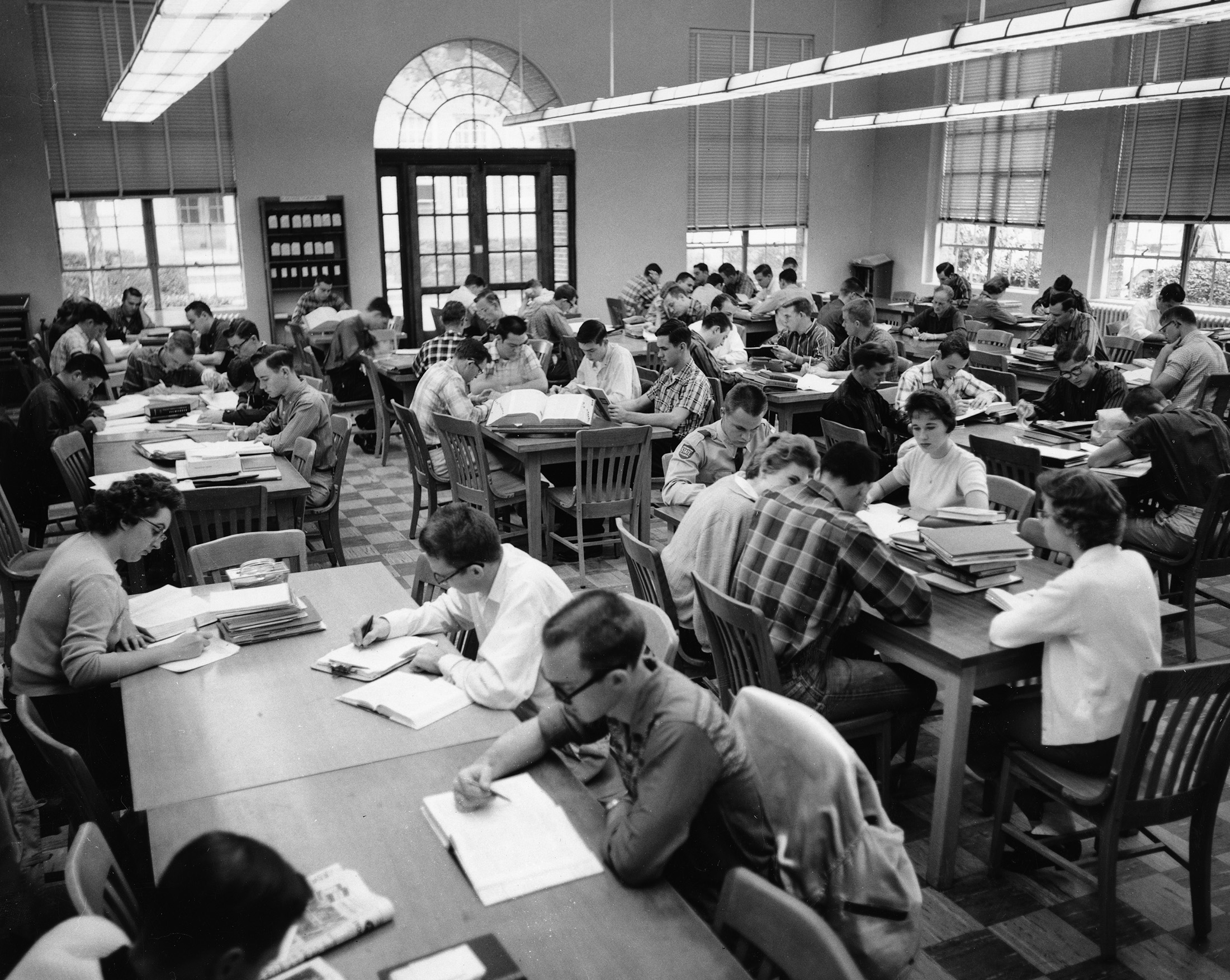
وظیفه‌شناسی

وظیفه‌شناسی (به انگلیسی: Conscientiousness) یا وجدانی‌بودن، یک نظریه صفت است که نشان‌دهنده‌ی دقیق و مراقب بودن یا سختکوش بودن است. وظیفه‌شناسی، تلویحا به معنی تمایل به انجام هر کار به طور خوب و نیز جدی گرفتن وظایف خود در برابر دیگران است. برخلاف کسانی که کارها را آسان می‌گیرند و بی‌‎نظمند، افراد وظیفه‌شناس به بهینه بودن و مرتب و منظم بودن گرایش دارند و اغلب کارآمد و سازمان یافته‌اند. این افراد اغلب انضباط شخصی دارند، شجاعانه عمل می‌کنند و هدفشان رسیدن به موفقیت و دستاورد است. رفتار آنها برنامه‌ریزی‌شده است و نه بی‌حساب و کتاب؛ و اغلب قابل اعتماد هستند. این ویژگی شخصیتی، در ویژگی‌های رفتاری‌ای مانند منظم بودن و رفتار سیستماتیک خودش را نشان می‌دهد. ویژگی‌های رفتاری دیگری مانند مواظب‌بودن، دقیق‌بودن و ژرف‌نگری (تمایل به فکر کردنِ با دقت، قبل از انجام کار) نیز از این دست‌ هستند.
وظیفه‌شناسی، هم در مدل شخصیتی پنج عاملی و هم در مدل شخصیتی هگزاکو، یکی از پنج ویژگی شخصیتی است و جنبه‌ای از آن چیزی است که در گذشته به آن، شخصیت اخلاقی گفته می‌شد. افراد وظیفه‌شناس، عموما سخت‌کوش و قابل اعتماد هستند. آنها همچنین معمولا تطابق‌پذیر هستند. در حالت افراطی، افراد وظیفه‌شناس، ممکن است "اعتیاد به کار"، کمال‌گرا و دارای رفتار جبری باشند. افرادی که از نظر وظیفه‌شناسی، امتیاز کمتری می‌گیرند، اغلب بی‌خیال‌تر هستند، کمتر هدفمند هستند و کمتر موفقیت-محور هستند و همچنین با احتمال بیشتری درگیر رفتارهای ضداجتماعی و جنایی می‌شوند.‌

## مدل‌های شخصیتی
وظیفه‌شناسی یکی از پنج بعد اصلی در مدل پنج عاملی برای شخصیت است که علاوه بر وظیفه‌شناسی شامل برون‌گرایی، روان‌رنجوری، بازبودن و توافق‌پذیری (با سرواژه‌ی OCEAN به معنای اقیانوس در زبان انگلیسی) است. دو مورد از بسیاری از آزمون‌های شخصیت که این ویژگی‌ها را ارزیابی می‌کنند عبارتند از: آزمون شخصیت تجدید نظر شده‌ی نئو (به انگلیسی: NEO PI-R) که توسط کاستا و مک‌کری (به انگلیسی: McCrae) تهیه شده است و آزمون "نئو آی‌پی‌آی‌پی گلدبرگ" (به انگلیسی: Goldberg's NEO-IPIP) که به آن مخزن بین‌المللی پرسشنامه‌ی آزمون شخصیت گلدبرگ (به انگلیسی: Goldberg's International Personality Item Pool) هم گفته می‌شود. بر اساس این مدل‌ها، وظیفه‌شناسی به جای یک رده‌ از انواع افراد، به عنوان یک بعد پیوسته از شخصیت در نظر گرفته می‌شود. 
در چارچوب نئو، برای وظیفه‌شناسی، شش وجه در نظر گرفته می‌شود: 
1. شایستگی
2. نظم
3. وظیفه‌پذیری
4. موفقیت و دستاورد
5. انضباط شخصی و
6. ژرف اندیشی

مدل‌های دیگر، مجموعه‌ای کوچکتر از دو "جنبه" را نشان می‌دهند: منظم و مرتب بودن و سخت‌کوشی. این دو جنبه، سطح متوسطی از سازمان‌یافتگی را نشان می‌دهند. به این معنی که منظم و مرتب بودن، با میل به نگه داشتن چیزها به صورت مرتب و سازمان‌یافته مربوط دانسته می‌شود و سخت‌کوشی نیز با بهره‌وری و اخلاق‌کاری مرتبط دانسته می‌شود.
از نظر رفتاری، وظیفه‌شناسی کم، همراه است با ناتوانی شخص در ایجاد انگیزه در خود، برای انجام کارهایی که به انجام آنها تمایل دارد. علاوه بر این، وظیفه‌شناسی با کنترل تکانه مرتبط است. سایر خصوصیات شخصیتی (برون‌گرایی زیاد، توافق‌پذیری کم، باز بودن زیاد و روان‌رنجوری زیاد) نیز با این رفتار پیچیده مرتبط هستند. وظیفه‌شناسی در کنار سطوح پایین باز بودن، یکی از نشان‌دهنده‌هایِ شخصیتیِ محافظه‌کاریِ سیاسی نیز هست.
مدل‌های دیگر شخصیت مانند پرسشنامه‌ی خلق‌وخو و منشِ کلونینگر نیز شامل وظیفه‌شناسی هستند. در این مدل، وظیفه‌شناسی، هم با خودگردانی و هم با پایداری مرتبط دانسته شده است. وظیفه‌شناسی، شامل ویژگی‎‎‎‎‎‎‎‎‎های رفتاری خودآگاهی در مورد قوائد و کمال‌گرایی در مدل ۱۶ عامل شخصیتی کتل است. وظیفه‌شناسی، با احساس جویی تکانه‌ای در مدل شخصیت پنج عاملی جایگزین زاکرمن (به انگلیسی: Zuckerman) نیز رابطه‌ی معکوس دارد. در اغلب آزمون‌های خودارزیابیِ یکپارچگی، که توسط شرکت‌های مختلف از کارمندان آینده گرفته می‌شود، ویژگی‌های شخصیتی مرتبط با وظیفه‌شناسی ارزیابی می‌شوند. 

## ریشه‌ها
عباراتی مانند "سخت کوش"، "قابل اعتماد" و "با پشتکار"، جنبه‌های مطلوبِ منشِ یک فرد را توصیف می‌کنند. از آنجا که زمانی اعتقاد بر این بود که ارزیابیِ وظیفه‌شناسی، یک ارزیابیِ اخلاقی است، این ویژگی به عنوان یک ویژگی روانیِ واقعی، نادیده گرفته می‌شد. در حال حاضر، واقعیتِ تفاوت‌های فردی از نظر وظیفه‌شناسی، با مطالعه‌ی توافق‌نظر بین مشاهده کننده‌های متفاوت، مشخص شده است. امتیازدهی‌های همتایان و متخصصان، خود‌اظهاری‌های افراد در مورد میزان وظیفه‌شناس بودنشان را تایید می‌کند. به علاوه، هم خوداظهاری‌ها و و هم ارزیابی ناظران از وظیفه‌شناسی یک فرد، دستاورد‌های فرد در زندگی واقعی مانند موفقیت تحصیلی را پیش‌بینی می‌کنند.
در بیشتر طول قرن بیستم، روانشناسان معتقد بودند که ویژگی‌های شخصیتی را می‌توان به دو دسته تقسیم کرد: خلق و خوی (مزاج) و منش اخلاقی. قبلا تصور می‌شد که ویژگی‌های خلق و خوی، به ویژگی‌های زیست شناسی وابسته است، در حالی که ویژگی‌های منش یا در دوران کودکی و یا در طول زندگی فرا گرفته می‌شوند. با ظهور مدل پنج عاملی (با سرواژه‌ی FFM)، متخصصان ژنتیکِ رفتار، مطالعات منظمی را در مورد طیف وسیعی از ویژگی‌های شخصیتی، آغاز کردند و به زودی مشخص شد که هر پنج عامل، به طور قابل توجهی ارثی هستند. دوقلوهای یکسان، حتی وقتی در بدو تولد از هم جدا شده و جدا از هم بزرگ شده بودند، ویژگی‌های شخصیتی بسیار مشابهی را نشان می‌دادند و این موضوع، هم برای ویژگی‌های منش و هم برای ویژگی های خلق و خوی، به یک اندازه صادق بود. از این رو می‌توان گفت والدین و اجتماعات بر نحوه‌ی بروز وظیفه‌شناسی تأثیر می‌گذارند، اما ظاهرا بر میزان آن تأثیری ندارند.

## اندازه‌گیری
سطح وظیفه‌شناسی شخص، معمولا با استفاده از معیارهای خود‌اظهاری ارزیابی می‌شود، هرچند از گزارش‌های همتایان و مشاهده‌ی شخص ثالث نیز می‌توان استفاده کرد. معیارهای خوداظهاری یا واژگانی هستند یا بیانی. تصمیم‌گیری در مورد اینکه کدام معیار از کدام نوعِ خوداظهاری در تحقیق استفاده شود، با ارزیابیِ خصوصیاتِ روان سنجی و محدودیت‌هایِ زمانی و مکانی مطالعه، انجام می‌شود. 

### معیارهای واژگانی
معیارهای واژگانی از صفت‌های فردی‌ای که نشانگر ویژگی‌های شخصیتی وظیفه‌شناسی باشند، مانند کارآمدی و سیستماتیک بودن استفاده می‌کنند و در کارهای تحقیقاتی، از نظر میزان استفاده از فضا و زمان، بسیار کارآمد هستند. گُلدبِرگ (به انگلیسی: Goldberg) در سال ۱۹۹۲، به عنوان بخشی از نشانگرهای ۱۰۰ کلمه‌ایِ پنج ویژگیِ اصلیِ شخصیتش، یک معیار ۲۰ کلمه‌ای ایجاد کرد. ساسییِر (به انگلیسی: Saucier) در سال ۱۹۹۴، به عنوان بخشی از نشانگرهای کوچک ۴۰ کلمه‌ای‌اش، یک معیار ۸ کلمه‌ایِ خلاصه‌تر تهیه کرد. تامپسون (به انگلیسی: Thompson) در سال ۲۰۰۸ به‌طور سیستماتیک، این نشانگرها را مورد بازنگری و بهبود قرار داد تا یک معیار ۴۰ کلمه‌ای با اعتبار و قابلیت اطمینان بیشتر در هر دو جمعیت آمریکایی و غیر آمریکایی، تهیه کند که به آن، نشانگرهای کوچک انگلیسی بین‌المللی (به انگلیسی: International English Mini-Markers) می‌گویند. قابلیت اطمینان داخلی اندازه‌گیری وظیفه‌شناسی برای افرادی که انگلیسی، زبان مادری آنهاست، ۰٫۹۰ و برای انگلیسی زبانانی که انگلیسی، زبان مادری آنها نیست، ۰٫۸۶ گزارش شده‌است.  

### بیانی
معیارهای بیانی اغلب از کلمات بیشتری استفاده می‌کنند و از این رو، در ابزارهای تحقیقی بیشتری به کار می‌روند و برای تکمیل، از پاسخ‌دهندگان زمان بیشتری می‌گیرند. در این معیارها، از پاسخ دهندگان سوال می‌شود كه به عنوان مثال، چقدر فراموش می‌كنند كه چیزها را به جای مناسب خود برگردانند، یا چقدر مراقب هستند كه از اشتباه دوری كنند. در مردم آمریکای شمالی، برخی از معیارهای بیانی ارزیابی وظیفه‌شناسی، نسبت به معیارهای واژگانی، دارای خصوصیات روان‌سنجی مشابهی هستند، اما عموماً اثرات رشد درون‌گروهی، باعث می‌شود که آنها برای استفاده در جوامع دیگر مناسب نباشد. به عنوان مثال، فهمیدن معنی عبارات موجود در زبان انگلیسی محاوره‌ای آمریکای شمالی، مانند کلمه‌ی "اغلب" (به انگلیسی: often) در جمله‌ای مانند "اغلب فراموش می‌کنم که چیزها را در جای مناسب خود قرار بدهم" یا کلمه‌ی مراقب (به انگلیسی: careful) در جمله‌ای مانند "مراقبم تا اشتباه نکنم" می‌تواند برای انگلیسی زبانان غیربومی سخت باشد. با توجه به چنین موضوعاتی، به نظر می‌رسد که ممکن است که معیارهایی که اعتبارشان در سطح بین المللی سنجیده شده باشد، برای تحقیقات در مورد مردم غیر آمریکای شمالی مناسب‌تر باشد. 

## رفتار

### رشد
در حال حاضر، اطلاعات کمی در مورد وظیفه‌شناسی در کودکان خردسال شناخته شده است؛ چرا که پرسشنامه‌های خوداظهاری که به طور معمول برای ارزیابی وظیفه‌شناسی به کار می‌رود، برای آن گروه سنی مناسب نیست. با این حال، احتمالاً در سنین پایین، از این نظر بین افراد تفاوت وجود دارد. به عنوان مثال، این موضوع شناخته شده است که برخی از کودکان دچار اختلال کم‌توجهی/بیش‌فعالی (ADHD) هستند که اختلالی است که تا حدی با مشکلات تمرکز، سازماندهی و پایداری مشخص می‌شود که همگی صفاتی هستند که به وظیفه‌شناسی مربوط می‌شوند. (لازم به ذکر است که ADHD ممکن است با افزایش سن از بین نرود؛ با این حال هنوز مشخص نیست که چگونه اختلالات تکاملی عصبی مانند ADHD و اوتیسم با رشد وظیفه‌شناسی و سایر ویژگی‌های شخصیتی ارتباط دارد.) مطالعات طولی و مقطعی نشان می‌دهد که وظیفه‌شناسی در میان نوجوانان، نسبتاً کم است، اما بین سن ۱۸ تا ۳۰ سالگی افزایش می‎یابد. تحقیقات همچنین نشان داده است که وظیفه‌شناسی، به طور کلی با افزایش سن از ۲۱ تا ۶۰ سال افزایش می‌یابد‎، اگرچه سرعت این افزایش، کم است.
در طول عمر، تفاوت‌های فردی نیز به شدت حفظ می‌شوند، به این معنی که یک جوان ۳۰ ساله‌ی محتاط، آراسته و باتدبیر، احتمالاً به یک پیرمرد ۸۰ ساله‌ی محتاط، آراسته و باتدبیر تبدیل می‌شود.

### زندگی روزمره
افرادی که از نظر ویژگی وظیفه‌شناسی، نمره‌ی بالایی کسب می‌کنند، در خانه و دفتر کار خود، نظم بیشتری دارند و کمتر به هم ریخته هستند. به عنوان مثال، کتاب‌های خود را بر اساس حروف الفبا یا بر اساس موضوع در قفسه‌ی کتاب دسته‌بندی و مرتب می‌کنند، نه اینکه آنها را در اتاق پراکنده کنند. لباس خود را به جای اینکه روی زمین بیاندازند، اغلب به صورت تا شده و در کشوها یا کمدها می‌چینند. وجود برنامه‌ریزی و لیست کارها نیز از نشانه‌های وظیفه‌شناسی است. خانه‌های افراد وظیفه‌شناس نسبت به افرادی که کمتر از این ویژگی برخوردار هستند، اغلب روشنایی بیشتری دارد.
به تازگی، ده رفتاری که به شدت با وظیفه‌شناسی مرتبط بودند، به ترتیب زیر از نظر علمی دسته‌بندی شده‌اند (عدد انتهای هر رفتار، ضریب همبستگی است؛ عدد منفی به این معنی است که وظیفه‌شناسی احتمال بروز رفتار را کمتر می‌کند):
1. در مورد مسائل جنسی با یک دوست مرد بحث کردم (۲۳. -)
2. بدون لباس در خانه‌ام استراحت می‌کنم (۲۲. -)
3. یک رایگان‌سوار را سوار ماشینم کردم (۲۱. -)
4. مقاله تبلوئید خواندم (۱۹. -)
5. بدون کمربند سوار ماشین شدم یا رانندگی کردم (۱۹. -)
6. در حضور دیگران فحش دادم (۱۸. -)
7. بعضی اوقات یک ساعت خیال‌پردازی می‎کنم (۱۸. -)
8. از یک فروشگاه کالاهای دست دوم خرید کردم (۱۸. -)
9. یک جوک بی ادبی گفتم (۱۸. -)
10. موسیقی گوش دادم (۱۸. +)

### عملکرد دانشگاهی و محل کار
وظیفه‌شناسی به طور مهمی با عملکرد تحصیلی موفق در دانشجویان و عملکرد کاری در بین مدیران و کارکنان مربوط است. سطوحِ پایینِ وظیفه‌شناسی، به شدت با تعلل ارتباط دارد. مقدار قابل توجهی از تحقیقات نشان می‌دهند که وظیفه‌شناسی با عملکرد در محیط کار، در حد متوسط تا زیاد رابطه‌ی مثبت دارد. در حالی که در واقع، پس از در نظر گرفتن توانایی عمومی ذهنی، چهار ویژگی دیگر از پنج ویژگی بزرگ شخصیتی، کمکی به پیش‎بینی موفقیت شغلی نمی‎کنند.: 169  
کارمندان وظیفه‌شناس، معمولاً قابل اعتماد‌تر، با انگیزه‌تر و سخت‌کوش‌تر هستند. آنها همچنین غیبتِ کمتر و رفتارهای کاری زیان‌بخش کمتری دارند؛ رفتارهایی مانند سرقت و درگیری با سایر کارمندان. علاوه بر این موضوع، وظیفه‌شناسی تنها ویژگی شخصیتی است که در تمام گروه‌های شغلی، با عملکرد ارتباط دارد. با این وجود، توافق‌پذیری و ثبات عاطفی نیز ممکن است مهم باشند؛ به ویژه در مشاغلی که به میزان قابل توجهی به تعامل اجتماعی با دیگران نیاز دارند. با اینکه پیروی از قانون، یک ویژگی رفناری مربوط با وظیفه‌شناسی است، از بین انواع مدیر و رهبر، مدیران ارشد، پایین‌ترین سطح پیروی از قانون را از خود نشان می‌دهند. لازم به ذکر است که وظیفه‌شناسی همیشه با عملکرد شغلی ارتباط مثبتی ندارد و گاهی اوقات، این رابطه معکوس است. 

### تندرستی ذهنی
به طور کلی، وظیفه‌شناسی با تندرستی ذهنی، به ویژه رضایت از زندگی، رابطه‌ی مثبت دارد. بنابراین افراد بسیار وظیفه‌شناس نسیت به کسانی که کمتر از این ویژگی برخوردار هستند، اغلب از زندگی خود راضی‌تر (شادتر) هستند. اگرچه وظیفه‌شناسی به طور کلی یک ویژگی مثبت تلقی می‌شود، تحقیقات اخیر نشان داده است که در برخی شرایط ممکن است وظیفه‌شناسی برای تندرستی مضر باشد. در یک مطالعه‌ی آینده‌نگرانه بر روی ۹۵۷۰ نفر در طی چهار سال، افراد بسیار وظیفه‌شناس، در صورت بیکاری بیش از دو برابر بیشتر متحمل رنج شدند. محققان اظهار داشتند که علت این رنج ممکن است این باشد که افراد وظیفه‌شناس بیکاری خود را به دلایلی نسبت می‌دهند که با دیگر افراد متفاوت است و یا پس از شکست، واکنش‌های شدیدتری را تجربه می‌کنند. این یافته با دیدگاه‌هایی سازگار است که هیچ ویژگی شخصیتی را ذاتاً مثبت یا منفی نمی‌دانند، بلکه نتیجه‌ی ویژگی‎های شخصیتی را وابسته به موقعیت و اهداف و انگیزه‌های همزمان می‌دانند.

### پیامدهای مشکل‌ساز زندگی
وظیفه‌شناسی پایین با رفتارهای ضداجتماعی و جنایی و همچنین بیکاری، بی‌خانمانی و زندانی شدن مرتبط است. وظیفه‌شناسی پایین و توافق‌پذیری پایین در کنار هم با سو مصرف مواد نیز مرتبط است. افرادی که از نظر وظیفه‌شناسی در سطح پایینی هستند، در پس‌انداز پول مشکل دارند و نسبت به افراد وظیفه‌شناس، شیوه‌های استقراض متفاوتی دارند. وظیفه‌شناسی بالا با برنامه‌ریزی دقیق‌تر سفرهای خرید و تعداد کمتر خرید تکانه‌ای کالاهای غیر ضروری همراه است. مشخص شده است که وظیفه‌شناسی با تجارت و جرایم یقه‌سفید رابطه‌ی مثبت دارد.

### سلامتی و طول عمر
بنا بر یک مطالعه‌ی ادامه‌دار ۸۰ ساله که از سال ۱۹۲۱ توسط لوئیس ترمن (روانشناس ) بر روی بیش از ۱۵۰۰ نوجوان با استعداد در کالیفرنیا آغاز شده است، "قوی‌ترین پیش‌بینی‌کننده‌ی زندگی طولانی، وظیفه‌شناسی بوده است." توجه به رفتارهای خاصِ مرتبط با وظیفه‌شناسیِ پایین، ممکن است بتواند تأثیر آن را بر طول عمر توضیح دهد. نه (۹) رفتار مختلفی که از مهم‌ترین دلایل مرگ و میر است - یعنی مصرف الکل‎، بی‌نظمی در غذا خوردن (از جمله چاقی)‎، مصرف مواد مخدر‎، ورزش نکردن، رفتارهای جنسی پرخطر، رانندگی پرخطر، مصرف دخانیات، خودکشی و خشونت - همه با ضعف وظیفه‌شناسی پیش‌بینی شده است. رفتارهای سالم، به جای اینکه با وجه کنترل تکانه‎ی وظیفه‌شناسی، همبسته باشند، با عرفی بودنِ رابطه، همبستگی بیشتری دارند. ظاهراً، هنجارهای اجتماعی بر بسیاری از رفتارهای مربوط به سلامتی، مانند رژیم غذاییِ سالم و ورزش، عدم استعمال دخانیات و اعتدال در نوشیدن الکل، تأثیر می‌گذارند و افراد بسیار وظیفه‌شناس، بیشترین حدِ پایبندی به رعایت این هنجارها را دارند. علاوه بر این، وظیفه‌شناسی، با رفتارهای مزتبط با سلامتی، مانند مراجعه منظم به پزشک، بررسی دستگاه‌های هشدار دهنده‌ی دود و رعایت رژیم‌های دارویی، ارتباط مثبت دارد. چنین رفتارهایی ممکن است سلامتی را حفظ کنند و از بیماری جلوگیری کنند.

### روابط
کیفیت رابطه، با سطح وظیفه‌شناسیِ هر دو شریک زندگی ارتباط مثبت دارد و در افراد بسیار وظیفه‌شناس، احتمال طلاق کمتر است. وظیفه‌شناسی با نرخ پایین‎تری با رفتارهایی همراه است که با طلاق مربوط دانسته می‌شود؛ مانند روابط خارج از ازدواج، همسرآزاری و سو مصرف الکل. رفتارهای وظیفه‌شناسانه، ممکن است تأثیر مستقیمی بر کیفیت روابط داشته باشد، زیرا افرادی که وظیفه‌شناسی کمتری دارند، مسئولیت‌پذیری کمتری هم دارند، و همپنین در مقابل شریک زندگی کمتر واکنش نشان می‌دهند و علاقه و توجه کمتری دارند، بیشتر تسلیم می‌شوند و کمتر می‌توانند نظرات توهین‌آمیزی که به ذهنشان می‌رسد را به زبان نیاورند. از طرف دیگر، افراد وظیفه‌شناس‌تر، اختلاف‌ها را بهتر مدیریت می‌کنند و اغلب اختلافات کمتری را برمی‌انگیزند؛ شاید به این دلیل که به دلیل رفتار کنترل‌شده و مسئولیت‌پذیرانه‌ی خود، انتقاد کمتری را متوجه خود می‌کنند. 

### باروری
یک مطالعه نشان می‌دهد که باروری، در زنانی که سطح بالاتری از وظیفه‌شناسی دارند، کمتر است.

### انطباق
وظیفه‌شناسی (تمام زیرشاخه‌های آن) با انطباق رابطه همبستگی معنی‌داری دارد (۰/۳۳ ، 0/01 > p).

### هوشمندی
مطالعه‌ای در سال ۲۰۰۴ نشان داد که ارتباط هبستگیِ وظیفه‌شناسی با هوش، منفی و قابل ملاحظه است. در این مطالعه، وظیفه‌شناسی با استدلال انتزاعی (۲۶/۰ −) و استدلال کلامی (۲۳/۰) ارتباط همبستگی منفی داشت.
با این حال، مطالعات روی نمونه‌های بزرگ انتخاب نشده (دستچین نشده)، نشان داد که هیچ رابطه‌ای بین هوش و وظیفه‌شناسی وجود ندارد. و رابطه منفی‌ای که گاهی در نمونه‌های منتخب مانند دانشگاه‌ها مشاهده می‌شود، ممکن است ناشی از وجود گروهی از دانشجویان باشد که با اینکه هوش کمتری دارند و انتظار می‌رفته که شانس ورود آنها به دانشگاه کمتر با‎شد، اما با داشتن وظیفه‌شناسی بیشتر به جای استعداد درخشان، توانسته‌اند سخت‌تر تلاش کنند و معدل بالاتری کسب کنند.
یک مطالعه‌ی بزرگ نشان داده است که هوش سیال به طور معناداری با وجه‌های زیرمجموعه‌ی وظیفه‌شناسی، همبستگی منفی دارد؛ مانند نظم (۰٫۱۵ -)، انضباط شخصی (۰٫۰۸ -) و ژرف‌نگری (۰٫۰۹ -)  (همه‌ی این همبستگی‌ها با p <۰٫۰۰۱ معنادار هستند.)

### نگرش‌های سیاسی و اطاعت از اقتدار
وظیفه‌شناسی با نگرش‌های سیاسی محافظه‌کارانه رابطه مثبت ضعیفی دارد. وظیفه‌شناسی به طور معناداری با اقتدارگرایی جناح راستی رابطه‌ی مثبت دارد. اگرچه اقتدارگرایی جناح راستی یکی از قدرتمندترین پیش‌بینی‌کننده‌های تعصب و پیش‌داوری است، اما در یک فراتحلیل (متا آنالیز) گسترده، مشخص شد که وظیفه‌شناسی، به خودی خود با تعصب عمومی ارتباطی ندارد.‎‎ وظیفه‌شناسی، با حمایت از مجازات اعدام رابطه‌ی مثبت دارد. سرکشی در برابر کنترل نیز با وظیفه‌شناسی رابطه‌ی منفی دارد.
در یک آزمایش میلگرم، وظیفه‌شناسی و توافق‌پذیری با تمایل به اجرای دستور اعمال شوک الکتریکی شدید به قربانی مرتبط شناخته شده است.
وظیفه‌شناسی با رعایت قانون، اطاعت از دستور و راست کرداریِ متعارف، همراه است.
غلاوه بر این، وظیفه‌شناسی با مبانی اخلاقی محافظه‌کاری، همبستگی دارد. (وفاداری-در‎گرو‎ه‌ماندن (۰٫۲۵)، احترام-اقتدار (۰٫۲۹)، خلوص-حرمت (۰٫۲۷))
وظیفه‌شناسی، دیدگاه‌های محافظه‌کارانه و اقتدارگرایانه‌تر را پیش‎بینی می‌کند. این دیدگاه‌ها به نوبه‌ی خود، احتمال افزایش مخالفت با برنامه‌های تبعیض مثبت، مخالفت با افزایش هزینه‌های رفاه عمومی رایگان و حمایت از مجازات اعدام را پیش‎بینی می‌کنند.

### خلاقیت
زیر فاکتورهای نظم / قابلیت اطمینان (نظم، وظیفه و ژرف‌نگری) وظیفه‌شناسی، با خلاقیت رابطه‌ی همبستگی منفی دارند، در حالی که زیرشاخه‌های سخت‌کوشی/تلاش برای دستاورد با خلاقیت رابطه همبستگی مثبت دارند. مطالعه‌ی دیگری نشان داده است که افرادی که از نظر وجهِ نظمِ وظیفه‌شناسی، رتبه‌ی بالایی کسب می‌کنند، رفتار ابتکاریِ کمتری از خود نشان می‌دهند. وظیفه‌شناسیِ گروهی، در زمان انجام کارهای خلاق، بر عملکرد گروه تأثیر منفی دارد. گروه‌هایی که فقط اعضای وظیفه‌شناس دارند در حل مشکلاتی که پایان نامشخص دارند (به انگلیسی: open-ended problems) مشکل دارند.

### سازگاری
یک مطالعه در سال ۲۰۰۶ نشان داد که افرادی که از نظر وظیفه‌شناسی نمره‌ی کمی کسب می‌کنند، پس از تغییرات پیش‌بینی نشده در انجام یک کار مشخص، بهتر تصمیم‌گیری می‌کنند. به طور مشخص، وجه‌های نظم، وظیفه‌پذیری و ژرف‌نگریِ وظیفه‌شناسی با کیفیت تصمیم‌گیری همبستگی منفی دارند و نه وچه‌های شایستگی، تلاش برای دستاورد و انضباط شخصی.

### دین‌داری
در مدل پنج عاملی، دین‌داریِ عمومی، عمدتاً با توافق‌پذیری و وظیفه‌شناسی مرتبط است.

### بهداشت اجتماعی
تحقيق در مورد مقايسه‌ی ويژگي‌هاي شخصيتي كشورها، تا حد زيادي نشان داده است كه كشورهايي كه از نظر وظيفه‌شناسي ميانگين بالایی دارند، اغلب فقيرتر هستند، کمتر دموكراتيک هستند و مردم آنها در مقايسه با کشورهای مشابهی که سطح وظیفه‌شناسی در آنها کمتر است، طول عمر كمتري دارند. ملت‌هایی که میزان وظیفه‌شناسی در آنها کمتر است، میزان خداناباوری و مصرف الکل بیشتری داشتند. همانطور که قبلاً اشاره شد، در سطح فردی، وظیفه‌شناسی با ارزش دادن به امنیت، انطباق و سنت‌ها همراه است. رعایت چنین ارزش‌هایی در شرایط سخت زندگی نسبت به شرایط راحت‌تر و مرفه‌تر، ممکن است سازگاری بیشتری به وجود بیاورد.

## جغرافیا

### ایالات متحده
متوسط سطح وظیفه‌شناسی در ایالت‌های مختلف ایالات متحده متفاوت است. افرادی که در بخش مرکزی، از جمله ایالت‌های کانزاس، نبراسکا، اوکلاهما و میسوری زندگی می‌کنند، به طور متوسط از افرادی که در مناطق دیگر زندگی می‌کنند، نمره‌ی بالاتری دارند. مردم ایالت‌های جنوب‌غربی یعنی نیومکزیکو، یوتا و آریزونا نیز از نظر وظیفه‌شناسی متوسط نمره‌ی نسبتاً بالایی دارند. در میان ایالت‎های شرقی، فلوریدا تنها ایالتی است که از نظر وظیفه‌شناسی یکی از ده ایالتی است که بیشترین نمره را دارند. چهار ایالت با کمترین نمره‌ی وظیفه‌شناسی به ترتیب نزولی، رود آیلند، هاوایی، مین و آلاسکا بودند. 

### بریتانیای کبیر
یک نظرسنجی گسترده در بین ساکنان بریتانیای کبیر نشان داد که متوسط سطح تمام پنج عامل بزرگ شخصیت، از جمله وظیفه‌شناسی، در میان تمام مناطق انگلستان، ولز و اسکاتلند متفاوت است. در بیشتر مناطق انگلستان جنوبی، مناطق پراکنده‌ای در میدلندز (منطقه‌ی میانی انگلستان) و بیشتر مناطق اسکاتلند کوهستانی، سطح بالایی از وظیفه‌شناسی مشاهده شد. در لندن، ولز و مناطقی از انگلستان شمالی، سطوح پایینی از وظیفه‌شناسی مشاهده شد. سطح بالاتر وظیفه‌شناسی در یک منطقه، با رأی دادن به حزب محافظه‌کار رابطه‌ی مثبت و با رأی دادن به حزب کارگر در انتخابات ۲۰۰۵ و ۲۰۱۰ همبستگی منفی داشت و همچنین با نسبت بیشتری از ساکنان متاهل، با امید به زندگی بالاتر برای هم مردان و هم زنان، مشکلات سلامتی طولانی مدت کمتر و میزان مرگ و میر ناشی از سکته مغزی، سرطان و بیماری‌های قلبی کمتر همبستگی داشت. وظیفه‌شناسی بالاتر در یک منطقه نیز با متوسط درآمد سالانه‎ی کمتر در سال ۲۰۱۱ ارتباط داشت.